# چتن
چتن، روستایی است از توابع بخش کجور شهرستان نوشهر در استان مازندران ایران.

## جمعیت
این روستا در دهستان پنجک‌رستاق قرار دارد و براساس سرشماری مرکز آمار ایران در سال ۱۳۸۵، جمعیت آن ۵۶۸ نفر (۱۳۴خانوار) بوده‌است. مردم چتن از قومیت طبری هستند. مردم چتن به زبان طبری با گویش کجوری سخن می‌گویند.